# Gander International Airport
Gander International Airport is een luchthaven gelegen in Gander in de Canadese provincie Newfoundland en Labrador. De luchthaven wordt geëxploiteerd door Gander International Airport Authority. Het vliegveld wordt gedeeld met de Canadese luchtmacht onder de naam Canadian Forces Base Gander (of CFB Gander).
Vanwege haar zeer oostelijke ligging had de luchthaven historisch gezien groot belang voor trans-Atlantische vluchten.

## Geschiedenis

### Vroege jaren
De bouw van de luchthaven begon in 1936 en het werd geopend in 1938, met de eerste landing op 11 januari van dat jaar, door Kapitein Douglas Fraser met een Fox Moth van Imperial Airways. Binnen een paar jaar had het vier start- en landingsbanen en was de grootste luchthaven ter wereld. De officiële naam tot 1941 was Newfoundland Airport.
In 1940 werd de exploitatie van de luchthaven door de overheid van het Dominion Newfoundland toegewezen aan de Royal Canadian Air Force (RCAF) en werd het in 1941 omgedoopt tot RCAF Station Gander. Het vliegveld werd intensief gebruikt door Royal Air Force voor het vervoer van nieuw gebouwde vliegtuigen over de Atlantische Oceaan naar het Europese strijdtoneel, alsmede voor het organiseren van operationele onderzeebootbestrijdingspatrouilles gericht op de jacht op U-boten in de noordwestelijke Atlantische Oceaan. Duizenden vliegtuigen gevlogen door de United States Army Air Forces en de RCAF bestemd voor het Europese strijdtoneel reisden via Gander.
De Royal Canadian Navy (RCN) vestigde ook Naval Radio Station Gander op het vliegveld. Dat station werd gebruikt als een luisterpost om de uitzendingen en de locatie van vijandelijke onderzeeërs en oorlogsschepen op te sporen.
Na de oorlog gaf de RCAF in maart 1946 de exploitatie van het vliegveld terug aan de overheid van Newfoundland, hoewel het radiostation van de RCN er gevestigd bleef en de militaire rol door de Koude Oorlog werd vergroot.

### Trans-Atlantische tankstop

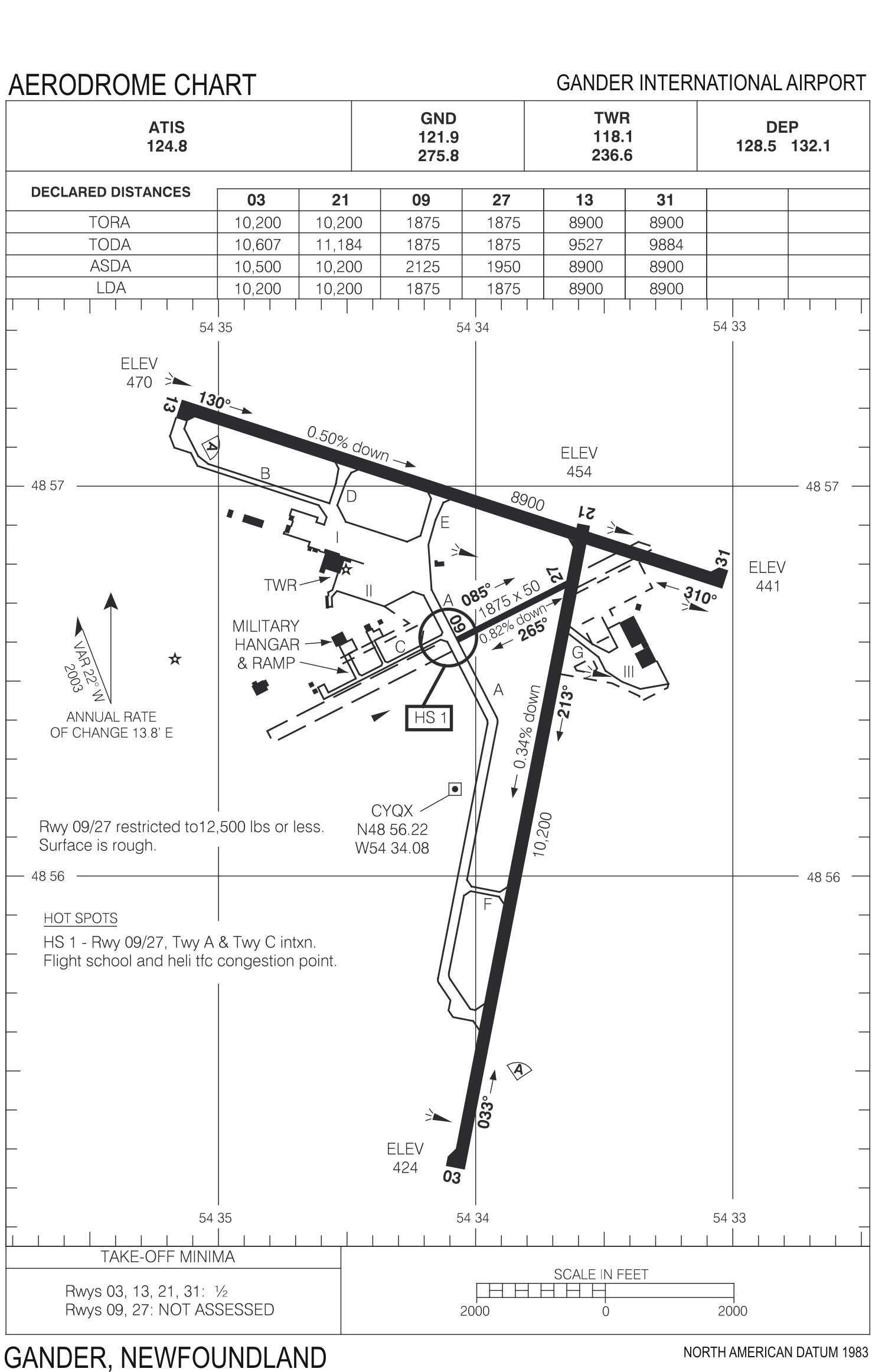
Gander International Airport

Na Newfoundlands toetreding tot de Canadese Confederatie in 1949, werd de luchthaven door de regering omgedoopt tot Gander Airport en kwam ze onder het bestuur van Transport Canada. Tal van verbeteringen werden aangebracht aan de start- en landingsbanen en terminals, wat resulteerde in een groot deel van de huidige configuratie.
De locatie van het vliegveld was voldoende dicht bij Europa voor de zuigermotor vliegtuigen van de jaren 1940 om non-stop over de Atlantische Oceaan te vliegen. Dezelfde kwaliteiten maakten het ideaal voor de brandstof-inefficiënte straalvliegtuigen van de vroege naoorlogse decennia. De luchthaven groeide in belang tijdens het straaltijdperk vanwege de ligging aan de route tussen de grote steden van de oostkust van de Verenigde Staten en Londen. Daarom werd Gander voor straalvliegtuigen van luchtvaartmaatschappijen, zoals Trans-Canada Air Lines (later Air Canada), British Overseas Airways Corporation (later British Airways), en Pan American World Airways hun belangrijkste tankstop.
Met de komst van straalvliegtuigen met een groter bereik in de jaren 1960 hield de behoefte aan een tankstop op voor de meeste vluchten. Gander is sindsdien gestaag in belang afgenomen, maar het blijft de thuisbasis van Gander Control, een van de twee luchtverkeersleidingscentra die de hogere luchtwegen van de Noord-Atlantische Oceaan regelen (het andere is Shanwick Oceanic Control in het westen van Ierland). Elk vliegtuig van of naar Europa en Noord-Amerika moet contact hebben met een of beide van deze luchtverkeersleidingscentra.
Tijdens de Koude Oorlog was Gander ook bekend door het aantal personen uit het voormalige Warschaupactlanden die er deserteerden (waaronder Sovjet concertpianist Igor Ivanov Vasilyevich, Cubaanse Olympisch zwemmer Rafael Polinario en Phan Thi Kim Phuc, de Vietnamese vrouw die bekend werd doordat ze gefotografeerd werd op haar vlucht voor een napalmaanval op haar dorp). Het was een van de weinige plekken waar vliegtuigen een tankstop konden maken vanuit Oost-Europa of de Sovjet-Unie naar Cuba.

### OperatieYellow Ribbon
Op 11 september 2001, toen de Verenigde Staten het luchtruim sloten wegens de terreuraanslagen, was Gander International, als onderdeel van de Operatie Yellow Ribbon, gastheer voor 38 vliegtuigen met in totaal 6.122 passagiers en 473 bemanningsleden. Gander International ontving, na Halifax, meer vluchten dan welke andere Canadese luchthaven betrokken bij de operatie. De 6.595 passagiers en de bemanning waren goed voor het op twee na hoogste aantal passagiers die landden op een Canadese luchthaven betrokken bij de operatie, na Vancouver en Halifax.
Een belangrijke reden dat Gander zo veel verkeer kreeg was mede te danken aan haar vermogen om grote vliegtuigen te kunnen afhandelen, maar vooral omdat Transport Canada en de Canadese luchtverkeersleiding piloten uit Europa instrueerde niet naar de luchthavens in de grote stedelijke centra, zoals Lester B. Pearson in Toronto en Montreal-Dorval, te vliegen. De ontvangst van deze reizigers in de gemeenschappen in de buurt van de luchthaven is een van de meest gerapporteerde blije verhalen rond die dag en werd vereeuwigd in de musical Come from Away.
Als dank aan de mensen van Gander en Halifax voor hun steun tijdens de operatie heeft Lufthansa op 16 mei 2002 een nieuwe Airbus A340 gedoopt tot "Gander/Halifax" Dit was het eerste vliegtuig in de hele vloot van Lufthansa met een stadsnaam buiten Duitsland.

## Maatschappijen en bestemmingen
Onderstaande tabel geeft de maatschappijen en hun bestemmingen vanaf de luchthaven van Gander weer (2024). De luchthaven wordt vaak gebruikt als trans-Atlantisch tussenlandingspunt voor privéjets en geleasete vliegtuigen.
| Maatschappij       | Bestemmingen                   |
| ------------------ | ------------------------------ |
| Air Canada         | Halifax                        |
| Air Canada Express | Montréal-Trudeau               |
| Air Canada Rouge   | Toronto Pearson                |
| PAL Airlines       | Goose Bay, Halifax, St. John's |

## Startbanen
Op dit moment heeft Gander twee start-en landingsbanen in gebruik: baan 13/31 met een lengte van 2712 meter en een breedte van 61 meter en baan 03/21 (tot augustus 2004: 04/22) met een lengte van 3.109 meter en een breedte van 61 meter.
De start- en landingsbaan 03/21 was ook aangewezen voor de Space Shuttle als een noodlanding gemaakt zou moeten worden.

## Ongevallen en incidenten
- Het vliegtuigongeluk bij Gander Airport op 18 september 1946 betrof een crash van een Sabena Douglas DC-4 waarbij 6 bemanningsleden en 21 passagiers het leven lieten. Er waren 17 overlevenden.
- Op 12 december 1985 stortte Arrow Air-vlucht 1285 neer tijdens de take-off van baan 21. De ramp eiste het leven van 8 bemanningsleden en 248 Amerikaanse soldaten die naar huis terugkeerden voor Kerstmis na een vredesoperatie in het Midden-Oosten. De impact aan de zuidzijde van de Trans-Canada Highway aan de oever van Gander Lake liet een verkoolde open plek achter in het bos waar nu een gedenkteken staat voor hen die hun leven verloren in het meeste dodelijke vliegtuigongeluk in Canada.[6]